# Ермаков, Иван Федосович
Иван Федосович Ермаков (род. 1 января 1947, посёлок Покровка, Костюковичский район, Могилевская область, Белорусская ССР) — общественный и политический деятель. Председатель Севастопольского городского совета (1991—1992), представитель Президента Украины в Севастополе (1992—1994), заместитель Председателя Верховного Совета Автономной Республики Крым (1991—1994). Доктор философских наук, профессор. Воинское звание - полковник.

## Образование
- 1969 — Севастопольский приборостроительный институт.
- 1976 — Военно-воздушная инженерная академия им. Н. Е. Жуковского.

## Биография
- 1969—1971 — конструктор филиала ЦКБ «Пролетарский завод», г. Севастополь.
- 1971—1972 — служба в Военно-морском флоте.
- 1978—1985 — главный инженер, 1985—1991 — начальник Севастопольского авиационного предприятия Министерства обороны СССР.
- февраль 1991 — март 1992 — председатель Севастопольского городского совета и исполкома.
- март 1992 — январь 1994 — представитель Президента Украины в г. Севастополе.
- май 1991 — май 1994 — заместитель Председателя Верховного Совета Крыма.
- 1994—1996 — заместитель Председателя правления Крымского коммерческого Церковного банка.
- с 2002 — директор по развитию и маркетингу ООО «Юг-телеком».
- 2004—2006 гг. Министерство обороны Украины. В руководстве центрального аппарата.

## Общественная деятельность
- Депутат Верховного Совета Крыма 1-го созыва (1991—1994).
- Председатель общественного движения «Союз — процветание в единстве» с 1994.
- Был членом Партии «Трудовая Украина» (с 2009 года — Сильная Украина), председатель Севастопольской городской организации партии до 2010 года.
- С 2014 года — председатель регионального отделения партии «Патриоты России» в Севастополе.
- В 2016 году выдвигался в депутаты Госдумы РФ 7 созыва.
- В 2017 году — кандидат на должность губернатора Севастополя.

Член Союза журналистов России.

## Награды и звания
- Орден «За заслуги» III степени[1]
- Почётный знак «За заслуги перед городом-героем Севастополем»[1]